# John Russell (lovas)
John William Russell (Dauphin, Pennsylvania, 1920. február 2. – San Antonio, Texas, 2020. szeptember 30.) olimpiai bronzérmes amerikai lovas.

## Pályafutása
Az 1948-as londoni és az 1952-es helsinki olimpián vett részt. Utóbbin díjugratás csapatversenyben társaival: William Steinkraus-szal és Arthur McCashinnal bronzérmes lett.

## Sikerei, díjai
- Olimpiai játékok – díjugratás (csapat)
  - bronzérmes: 1952, Helsinki